# Мокіївська сільська рада (Шепетівський район)
Мо́кіївська сільська́ ра́да — адміністративно-територіальна одиниця та орган місцевого самоврядування в Шепетівському районі Хмельницької області. Адміністративний центр — село Мокіївці.

## Загальні відомості
Мокіївська сільська рада утворена в 1937 році.
- Територія ради: 3,839 км²
- Населення ради: 1 589 осіб (станом на 2001 рік)

## Населені пункти
Сільській раді підпорядковані населені пункти:
- с. Мокіївці
- с. Білопіль
- с. Пиляї

## Склад ради
Рада складається з 16 депутатів та голови.
- Голова ради: Печенюк Людмила Леонідівна
- Секретар ради: Липюк Любов Василівна

### Керівний склад попередніх скликань
| Прізвище, ім'я, по батькові | Основні відомості                                                 | Дата обрання | Дата звільнення |
| --------------------------- | ----------------------------------------------------------------- | ------------ | --------------- |
| Печенюк Людмила Леонідівна  | Сільський голова, 1972 року народження, освіта вища, позапартійна | 26.03.2006   | 31.10.2010      |
| Печенюк Людмила Леонідівна  | Сільський голова, 1972 року народження, освіта вища, позапартійна | 31.10.2010   |                 |

Примітка: таблиця складена за даними сайту Верховної Ради України

### Депутати
За результатами місцевих виборів 2010 року депутатами ради стали:

#### За суб'єктами висування
| Суб'єкт висування | Кількість обраних депутатів | %    |
| ----------------- | --------------------------- | ---- |
| Самовисування     | 13                          | 81,3 |
| Партія регіонів   | 2                           | 12,5 |
| Народна партія    | 1                           | 6,3  |

#### За округами
| № округу        | Прізвище, ім'я, по батькові     | Дата визнання обраним | Освіта             | Партійна приналежність                        | Відомості про обраного депутата                                                           |
| --------------- | ------------------------------- | --------------------- | ------------------ | --------------------------------------------- | ----------------------------------------------------------------------------------------- |
| Народна Партія  |                                 |                       |                    |                                               |                                                                                           |
| 10              | Линник Емілія Ярославівна       | 02.11.2010            | вища               | член Народної партії                          | Мокіївський ДНЗ, завідувачка                                                              |
| Партія регіонів |                                 |                       |                    |                                               |                                                                                           |
| 4               | Лип'юк Любов Василівна          | 02.11.2010            | середня спеціальна | член Партії регіонів                          | Мокіївська сільська рада, секретар                                                        |
| 8               | Парфенюк Наталія Петрівна       | 02.11.2010            | вища               | позапартійна                                  | Мокіївська загальноосвітня школа І-ІІІ ст., вчитель                                       |
| Самовисування   |                                 |                       |                    |                                               |                                                                                           |
| 1               | Гордійчук Юрій Андрійович       | 02.11.2010            | середня спеціальна | член Всеукраїнського об'єднання «Батьківщина» | ТОВ «Подільський господар — 2004», інженер-механік                                        |
| 2               | Горбатюк Петро Євгенович        | 02.11.2010            | середня спеціальна | позапартійний                                 | ТОВ «Подільський господар — 2004», робочий                                                |
| 3               | Кваша Руслан Леонідович         | 02.11.2010            | середня спеціальна | член Всеукраїнського об'єднання «Батьківщина» | ТОВ «Серединецьке», тракторист                                                            |
| 5               | Ковальчук Катерина Борисівна    | 02.11.2010            | середня спеціальна | позапартійна                                  | Шепетівська дистанційна колія, чергова ПЧ-18                                              |
| 6               | Костюк Алла Олександрівна       | 02.11.2010            | вища               | член Всеукраїнського об'єднання «Батьківщина» | ТОВ «Серединецьке», бухгалтер                                                             |
| 7               | Корняк Ігор Анатолійович        | 02.11.2010            | вища               | член Всеукраїнського об'єднання «Батьківщина» | ТОВ «Подільський господар — 2004», керівник по переробці вторинної продукції тваринництва |
| 9               | Лучка Наталія Миколаїва         | 02.11.2010            | середня спеціальна | позапартійна                                  | Мокіївська загальноосвітня школа І-ІІІ ст., робітник                                      |
| 11              | Кравчук Олена Андріївна         | 02.11.2010            | вища               | член Всеукраїнського об'єднання «Батьківщина» | Мокіївська сільська рада, головний бухгалтер                                              |
| 12              | Капелюх Ольга Миколаївна        | 02.11.2010            | середня спеціальна | позапартійна                                  | Білогірський МП, збірник молока                                                           |
| 13              | Петрук Оксана Василівна         | 02.11.2010            | вища               | позапартійна                                  | Мокіївська загальноосвітня школа І-ІІІ ст., заступник з виховної роботи                   |
| 14              | Колба Оксана Іванівна           | 02.11.2010            | вища               | позапартійна                                  | Мокіївська загальноосвітня школа І-ІІІ ст., директор                                      |
| 15              | Максимчук Олена Василівна       | 02.11.2010            | вища               | член Всеукраїнського об'єднання «Батьківщина» | ТОВ «Подільський господар — 2004», доглядач                                               |
| 16              | Максимчук Олександр Миколайович | 02.11.2010            | вища               | член Всеукраїнського об'єднання «Батьківщина» | ТОВ «Подільський господар — 2004», головний ветеринарний лікар                            |